# Lista monumentelor istorice din județul Sibiu - J

Simbol pentru monumentele istorice

Lista monumentelor istorice din județul Sibiu - J cuprinde monumentele istorice înscrise în Patrimoniul cultural național al României și aflate în localități ce încep cu litera J din județul Sibiu.
Lista completă este menținută și actualizată periodic de către Ministerul Culturii, Cultelor și Patrimoniului Național din România, prin intermediul Institutului Național al Patrimoniului, ultima versiune datând din 2015. Această listă cuprinde și actualizările ulterioare, realizate prin ordin al ministrului culturii.
| Cod LMI                          | Denumire                           | Localitate            | Localizare               | Datare, Creatori | Imagine               | Erori             |
| -------------------------------- | ---------------------------------- | --------------------- | ------------------------ | ---------------- | --------------------- | ----------------- |
| SB-II-m-B-12408                  | Casă                               | sat Jina; comuna Jina | 213                      | înc. sec. XIX    | Încarcă foto \| video | Raportează eroare |
| SB-II-m-B-12409 (RAN: 144722.01) | Biserica „Buna Vestire”            | sat Jina; comuna Jina | Str. Dealului 297        | 1795 - 1796      | Alte imagini          | Raportează eroare |
| SB-IV-m-B-12623                  | Edicul „Osuar” cu pictură pe pânză | sat Jina; comuna Jina | 297, în cimitirul sătesc | 1827             | Alte imagini          | Raportează eroare |